# Мигула, Вальтер
Вальтер Мигула (нем. Walter Emil Friedrich August Migula, 1863  — 1938) — немецкий ботаник и художник, микробиолог. Занимался систематикой простейших и лишайников.
В 1888 году во Вроцлаве (нем. Breslau) он получил учёную степень.
В 1890 году получил степень бакалавра в Техническом институте Карлсруэ.
С 1893 года преподавал в Техническом институте Карлсруэ.
С 1904 по 1915 годы — профессор лесной академии в городе Эйзенахе.
Им опубликованы — наряду с научными работами — популярные произведения по общей биологии растений.
Известен как пионер систематики бактерий. Работал в качестве специалиста по бактериологии в научно-исследовательском институте, расположенном в Карлсруэ. В микробиологии он известен как первооткрыватель  важного в биотехнологическом отношении рода бактерий Pseudomonas Migula, 1894 (Псевдомонас), для которого описал экологические и клинические характеристики.
Существует вид бактерий, названный в честь Мигулы, — Pseudomonas migulae Verhille, et al., 1999.

## Научные работы
- Über ein neues System der Bakterien. Arbeiten aus dem Bakteriologischen Institut der Technischen Hochschule zu Karlsruhe 1. 1894.
- Die Characeen Deutschlands, Oesterreichs und der Schweiz. New York : Johnson, 1971, 1. reprinting [d.] 2. Aufl., Leipzig, Kummer, 1897[5]
- Morphologie, Anatomie und Physiologie der Pflanzen. - 2., verb. Aufl. - Leipzig : Goeschen, 1906
- Meeresalgen u. Armleuchter-Gewächse. — Stuttgart : Francksche Verlh., 1922[5]
- Die Desmidiazeen. — Stuttgart : Franckh, 1924, 2. Aufl.[5]
- Die Spaltalgen. — Stuttgart : Franckh, [1925], 2. Aufl.[5]
- Die essbaren und giftigen Pilze aus W. Migulas Kryptogamenflora von Deutschland. — Berlin-Lichterfelde : H. Bermühler, 1925[5]
- Pflanzenbiologie. — Leipzig : Quelle & Meyer, 1926, 2., verb. Aufl.[5]
- Die Flechten, in: Thomé-Migula, Flora von Deutschland, Österreich und der Schweiz. Abt. II. Kryptogamen-Flora. 1926. Bd. XII. Die Flechten, Lief. 250
- Die Laubmoose. — Stuttgart : Franck'sche Verlh., 1928[5]
- Lebermoose und Torfmoose. — Stuttgart : Franckh, 1932[5]
- Thomé, Otto Wilhelm: / Flora von Deutschland, Österreich u. d. Schweiz: / Abt. 2. Krytogamen-Flora / Bd. 3. Pilze 1934[5]

| |  |  |
| Pseudomonas aeruginosa Migula, 1900; РЭМ, оптический микроскоп, колония бактерий в питательной среде. |  |  |